# Victoria (mexikói sör)
A Victoria Mexikó legrégebb óta folyamatosan gyártott söre. Az 1865 óta létező ital 4,5% alkoholtartalmú, borostyánszínű, bécsi típusú sör.

## Története
Gyártása 1865-ben kezdődött Toluca városában, abban a gyárban, amelyet a svájci származású Agustín Marendaz alapított 13 munkással. Tíz évvel később az üzemet megvette a német Santiago Graff, 1885-re pedig a termelés már elérte a napi 300–500 litert, amivel ki is tudták elégíteni a környéken jelentkező igényt. 1906-ban megjelent a Victoria első reklámja, a következő évben pedig már a legismertebb mexikói sörök közé tartozott. Ezekben az években több kiállításon is díjat nyert.
1935-ben a Grupo Modelo tulajdonába került a gyár, és így a Victoria márka is, amelynek receptje azonban a kezdetektől fogva változatlan maradt. A gyár később bezárt, a termelést másik üzem vette át. A 21. század elejére az épületből is csak a főhomlokzat és néhány egykori belső fal maradt meg, de felújítás és átépítés után 2009. június 30-án megnyílt benne a MUMCI rövidítésű tudományos és ipari múzeum. Ez 2014-ben bezárt, de az ígéretek szerint újra fog nyitni Victoria Sörfőzdemúzeum néven. A sör exportját 2010-ben kezdték meg Amerikai Egyesült Államokba.

## Kiszerelések
A Victoria dobozban és többféle méretű üvegben is kapható:
- Lata (473 ml-es doboz)
- Cuartito (210 ml-es üveg)
- Media (355 ml-es üveg)
- Mega (1200 ml-es üveg)
- Abre Twist (325 ml-es üveg)